# Ivanivka, Snovsk
Ivanivka (în ucraineană Іванівка) este un sat în comuna Sofiivka din raionul Snovsk, regiunea Cernihiv, Ucraina.

## Demografie
Componența lingvistică a localității Ivanivka
     Ucraineană (97,77%)
     Rusă (2,23%)
Conform recensământului din 2001, majoritatea populației localității Ivanivka era vorbitoare de ucraineană (97,77%), existând în minoritate și vorbitori de rusă (2,23%).